# Maria Ikelap
Maria Epiph Ikelap (Weno, 4 gennaio 1987) è un'ex velocista micronesiana che ha preso parte ai Giochi olimpici di Pechino 2008.

## Palmarès
| Anno | Manifestazione    | Sede    | Evento      | Risultato | Prestazione | Note                                     |
| ---- | ----------------- | ------- | ----------- | --------- | ----------- | ---------------------------------------- |
| 2006 | Mondiali juniores | Pechino | 100 m piani | Batteria  | 13"94       |                                          |
| 2007 | Mondiali          | Osaka   | 100 m piani | Batteria  | 13"93       | Miglior prestazione personale stagionale |
| 2008 | Giochi olimpici   | Pechino | 100 m piani | Batteria  | 13"73       |                                          |